# ماتيو بوشو
ماتيو بوشو (بالفرنسية: Matthieu Bochu)‏ (31 مارس 1979 بأراس في فرنسا - ) هو لاعب كرة قدم فرنسي في مركز الهجوم. لعب مع راسينغ فيرول وفيورنتينا ونادي إستر ونادي بريست ونادي رافينا ونادي سيدان ونادي لوهان كويسو ونادي مارتيغ وVastese Calcio 1902 ‏ ونادي غوبيو وSantarcangelo Calcio ‏.

## وصلات خارجية
- ماتيو بوشو على موقع قاعدة بيانات كرة القدم.إي يو (الإنجليزية)